# Karlsruhe Stadtbahn és villamosvonal-hálózata
A Karlsruhei Stadtbahn, valamint hozzá kapcsolódóan Karlsruhe villamoshálózata a Németországban található Karlsruhe városi és elővárosi vasúti hálózata. A karlsruhei villamos 1877-ban nyitott meg, és 1900-ban villamosították. A Stadtbahn-hálózat a városi villamos és a nagyvasút összekötéséből született. Alapgondolata, hogy a járművek mind a vasúti, mind a villamosvonalakon képesek közlekedni és az utasok átszállás nélkül utazhatnak, ezáltal egy jó minőségű összeköttetést biztosítva a város és az előváros között. A megvalósítás szakaszosan az 1980-as és 1990-es években történt, a Karlsruhei modellt azóta már több európai város is használja, Magyarországon a Szeged–Hódmezővásárhely tram-train.
A vágányok 1435 mm-es nyomtávolságúak, az áramellátás felsővezetékről történik, a feszültség 750 V egyenáram vagy pedig 15 kV 16,7 Hz váltakozó áram.
A hálózat fenntartásáért több társaság is felelős. A Karlsruhei villamosszakasz fenntartója a Verkehrsbetriebe Karlsruhe (VBK), a nagyvasúti szövetségi tulajdonban lévő hálózat fenntartója a Deutsche Bahn, az egyéb, a városon kívüli hálózat üzemeltetője pedig az Albtal-Verkehrs-Gesellschaft (AVG). Ezen felül Heilbronnon belül a villamosvonalat az ottani önkormányzat tartja fent.
Éves utasforgalma 70 400 000 fő (2012).

## Története

### A városon belüli villamos kezdetei

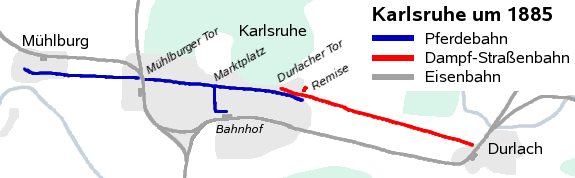
A hálózat 1885-ben

Az Ipari forradalom keretében Karlsruhe a 19. században jelentősen megnövekedett. A lakosságszám 1850 és 1890 között megnégyszereződött és 100 000 főre nőtt, így szükségessé vált a közlekedési infrastruktúra fejlesztése. 1869-ben egy lóvasutat javasoltak, eredménytelenül. Az első vonal végül csak 1877. január 21-én nyílt meg a főutcán kelet-nyugati tengelyben, valamint abból egy leágazás a főpályaudvarhoz. A hálózat normál nyomtávú volt.
Az időközben már Karlsruhéhoz csatolt Durlach bekötéséhez 1881-ben egy további vonallal bővült a hálózat, a nagy távolság miatt ez már gőzvonatású volt. Ezen bővítés után a hálózat 19 évig változatlan formában működött tovább.
Ugyan az utasok körében a ló- és gőzvasút sikeres volt, 1899-ben már 3,6 millió utast szállítottak évente, a fenntartás egyáltalán nem volt gazdaságos. Az üzemeltetők folyamatos váltogatásának az újonnan alapított Vereinigte Karlsruher, Mühlburger und Durlacher Pferde- und Dampfbahngesellschaft vetett véget. 1883-ban öt gőzmozdony, 46 ló és 32 kocsi volt állományban.

### Villamosítástól a második világháború lezárásáig

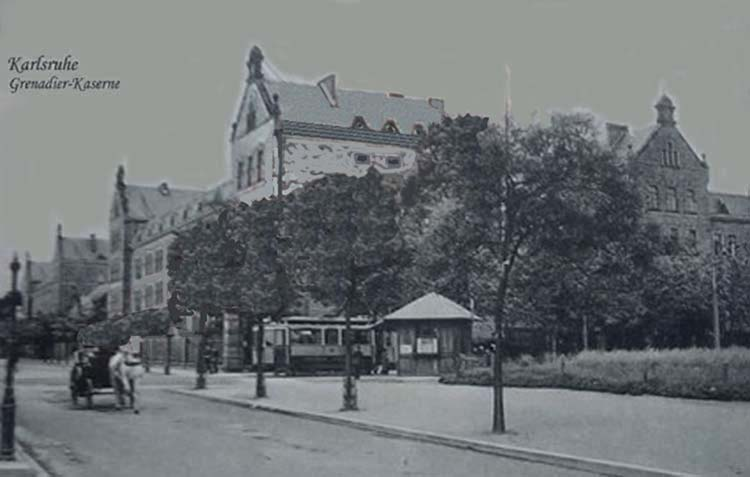
Az első generációs villamosok egyike 1907-ben

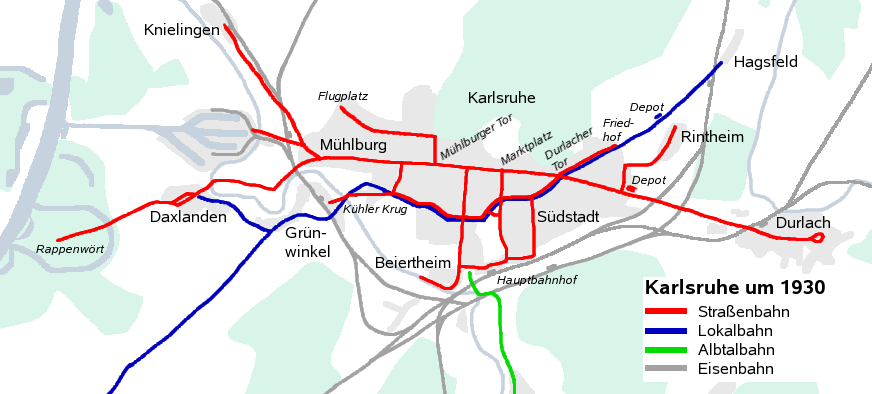
A város villamoshálózata 1930-ban

A ló- és gőzvonatású hálózatot 1894-ben átvette az AEG villamosítás céljával. A munkálatok azonban elhúzódtak a városképi okokra hivatkozva, valamint további aggodalmat okozott hogy a műszaki főiskola műszereit zavarhatja a felsővezeték. A villamosítás végül csak 1900-ban történt meg, azzal a feltétellel, hogy a belvárosi szakaszon a villamosok felsővezeték nélkül, akkumulátorokkal kell hogy üzemeljenek. Megnyitáskor 46 jármű közlekedett, melyből 19 nem rendelkezett a belvárosban közlekedéshez szükséges akkumulátorokkal. Három évvel később a belvárosban mégis csak kiépült a felsővezeték és az akkumulátoros üzem véget ért.
A városra nagy jelentőséggel volt a villamoshálózat, így az önkormányzat az AEG cégtől átvette a vonalak üzemeltetését. A későbbi években további hálózatbővítések történtek így az utasszámok is folyamatosan növekedtek. 1912-ben 15,9 millió utast szállítottak.
1915-ben a város átvette az egy méter széles nyomtávú Lokalbahn üzemeltetését, mely rövid időn belül gazdaságtalannak bizonyult és 1955-re teljesen megszűnt. Az utasszámok az első világháború kitöréséig folyamatosan emelkedtek, tetőpontot 1919 jelentett 56,3 millió utassal. A háború utáni enyhülést követően 1924-től már további bővítések váltak lehetségessé: Knielingen (1925), Daxlanden (1928), Rintheim és Rappenwört (1929). A világgazdasági válság miatt az elkövetkező években további bővítések nem történtek.
A második világháború 1941-től komoly károkat okozott a hálózaton, 1944-ben részlegesen le is kellett állítani a közlekedést. Karlsruhe 1945-ös megszállása után áprilisban a forgalom újra normalizálódott, 1950-re a háborús károk teljes helyreállítása lezárult, azonban a vonalhálózat továbbra is az 1930-as szinten ragadt.
Több más várossal ellentétben itt a megszüntetés helyett 1980-ban a villamos modernizálásába kezdtek. A vonalakat kétvágányúsították, a vágányok 75 százalékát az autóforgalomtól elkülönített sávokba helyezték át, több helyen a vonalak szélesebb párhuzamos utcákba való átköltöztetésével. 
A főutca 1974-ben sétálóutcává lett alakítva, a villamos azonban egészen 2021-ig megmaradt rajta. További hálózatbővítések az elkövetkező időszakban: Waldstadt (1960), Nordweststadt (1975), Rheinstrandsiedlung (1980) és Oberreut (1986).

### A Stadtbahn integrálása

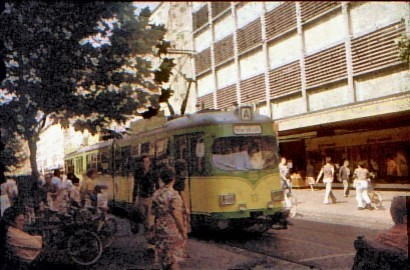
Stadtbahn a belvásosi villamospályán

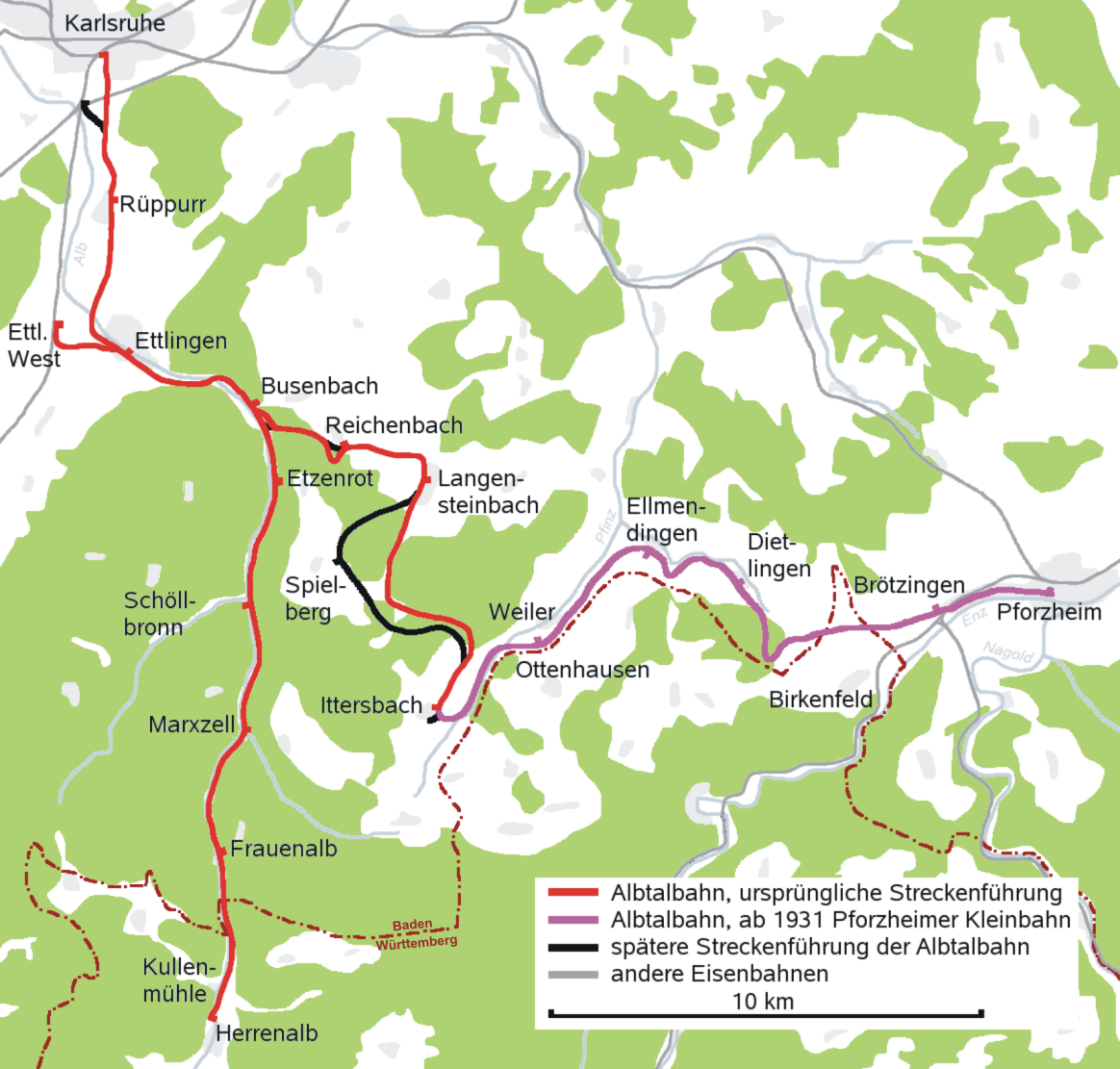
Az Albtalbahn nyomvonala

A későbbi Stadtbahnhálózat története 1957-ben kezdődött. Ekkor Baden-Württemberg tartomány, Karlsruhe és Ettlingen városok, valamint Karlsruhe és Calw járások kötöttek egy szerződést az Albtalbahn egy méterről normál nyomtávra történő átépítéséről, villamosításáról és a Karlsruhei villamoshálózatba bekötéséről az agglomeráció és vidéki terület közlekedésének javítása érdekében. 1957-ben megalapították az Albtal-Verkehrs-Gesellschaft vasúttársaságot (AVG), melynek a 25,8 kilometer hosszú vasútvonal fenntartása és a járatok közlekedtetése vált feladatává. A vonalon villamos helyett a vasúti szabályok szerint közlekedtek, majd a járművek a városba beérve áttértek a már meglévő villamoshálózatra. A villamosítás akár csak a villamosoknál egyenárammal történt, így a járművek meghajtása nem igényelt különleges megoldásokat. Ezzel megnyílt az „A“ vonal Karlsruhe főtere és Bad Herrenalb, valamint Ittersbach között, melyek ma az S1 és S11-es vonalakkal van kiszolgálva. A Karlsruher Verkehrsverbund 1994-es megalapításával egy egységes tarifarendszer is létrejött.

### További egyenáramú vonalak nyitása

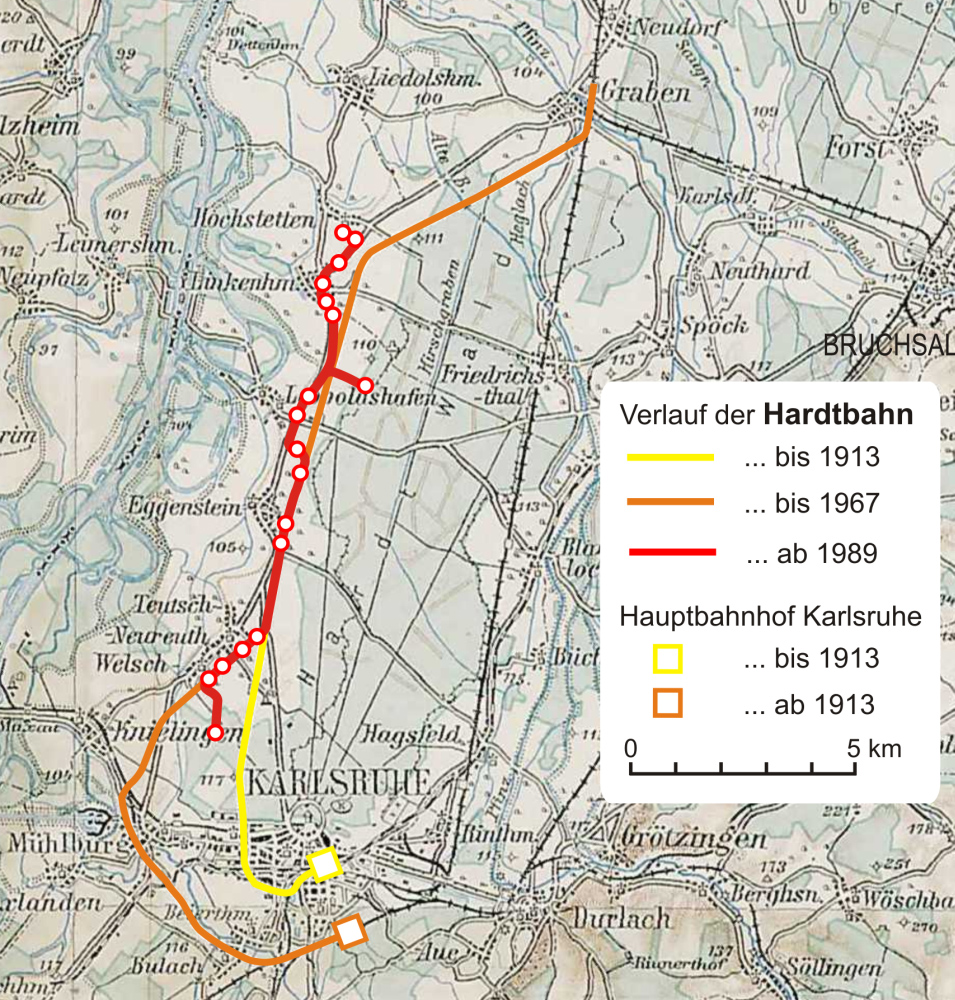
A Hardtbahn nyomvonala

Az Albtahlbahn bekötésének sikerének nyomán további tervek születtek Karlsruhe déli elővárosa után az északi összeköttetéséről is. Már az 1960-as években megkezdődtek a tervezések, az 1970-es években már tárgyalások folytak a szövetségi Deutschen Bundesbahnal a Hardtbahn átvételéről, melyet ekkor csak helyi teherforgalomra használtak. A pályaszakasz átvétele sikerrel zárult és a teherforgalom fenntartása mellett ezt a vasútvonalat is összeköthették a villamoshálózattal, a korábban bemutatott „A“ jelzésű vonal Neureutig, majd 1989-ben Leopoldshafenig hosszabbodott. A járművek itt is vasúti szabályok szerint közlekedtek és a megmaradt teherforgalommal osztoztak a sínen, de mivel a villamosítás a villamoshálózatával teljesen megegyezőre épült, speciális meghajtásra itt sem volt szükség.
Emellett 1989 és 2006 között lépcsőzetesen kiépült a mai S2-es vonal, a korában megszüntetett Lokalbahn mentén. Mivel ez egy új építésű pálya volt és semmilyen meglévő vasúti forgalommal nem kellett a járműveknek osztozkodni a teljes vonal a villamosvonalként és nem vasútvonalként lett engedélyeztetve.

### Összeköttetés aDeutsche Bahnhálózatával, irányBretten

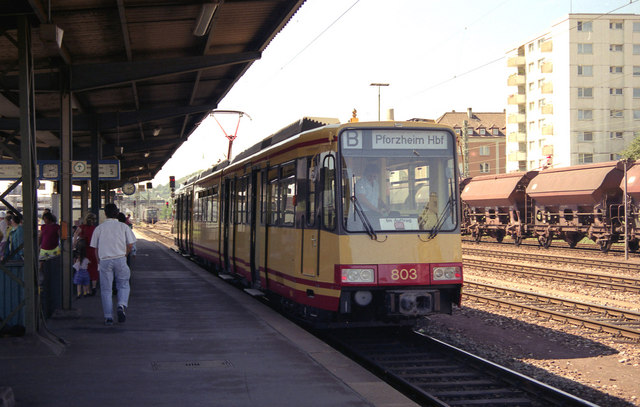
Villamos a vasúti pályán Pforzheim Hauptbahnhof állomáson. A jármű azontúl, hogy vasúti és villamos engedéllyel is rendelkeznie kell, a meghajtás is speciális megoldást igényel, hiszen mind a 750 V-os egyenárammal, mind a 15 kV 16,7 Hz váltóárammal képesnek kell lennie működni

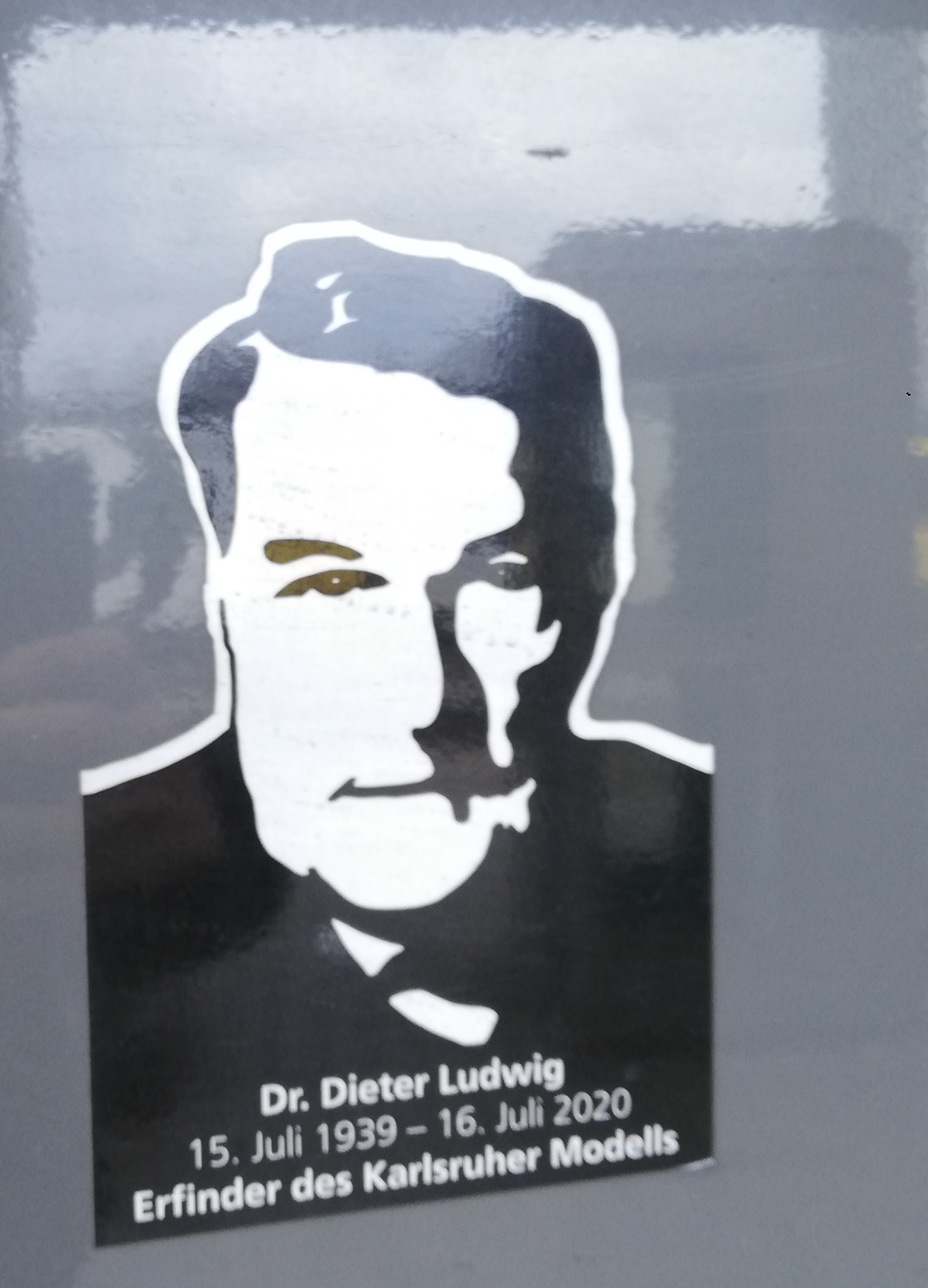
A Karlsruhei modell megalkotójának, Dieter Ludwignak az emlékére a járműre felragasztott matrica

A Hardtbahn valamint Albtalbahn bekötése a villamoshálózatba sikeresnek bizonyult, valamint a villamosként újraépült S2-es vonal is bebizonyította hogy szükség van a villamoshálózat és az előváros összekötésére. Az északi és déli területek ezáltal nagyon jól integrálva lettek Karlsruhe közlekedésébe, a nyugati, valamint a keleti területeken azonban ilyen megoldásra nem volt lehetőség. Ugyan a DB országos hálózata már ki volt építve, ez azonban már villamosítva volt és nem a villamosok által használatos 750 V-al, hanem a 15 kV 16,7 Hz-es váltóárammal.
A villamos akkori főnökének, Dieter Ludwig úrnak ekkor az az ötlete támadt, hogy gond nélkül használhatnák a villamosokkal is a meglévő vasúti pályát, hiszen ezzel megspórolnák az újabb vágányok kiépítési költségeit, de ugyanakkor ugyanúgy minőségi szolgáltatást tudnának nyújtani az elővárosi forgalomban.
Én mindig az ügyfelek igényeihez igazodtam. És ha az emberek nem szívesen szállnak át, akkor ez számukra egy észszerű dolog: csiláljunk átszállás nélküli kapcsolatokat. Nekünk, mérnököknek ugyanakkor a vasút és a villamos két külön világ. Gondolkodtam, hogy hogy oldjuk meg ezt a problémát. Nem építhetünk minden irányba különálló pályát, ahhoz nekünk is hiányzott a pénz. Akkor elmentem a Deutsche Bahn AG-hoz és elmeséltem, hogy a villamosainkkal az ő sínhálózatukon akarok közlekedni. Erre először csak annyit mondtak, hogy teljesen őrült vagyok. Nem lehet az ICE vonalán villamossal közlekedni. Ma ez már teljesen mindennapos, hogy egy kombinált rendszerünk van. Ez ugyanúgy működött Saarbrückenben, akik azonnal építettek utánuk egy ugyanilyen rendszert, ez működött Chemnitzben és mindenhol ahol hasonlót építettek. Kasselben is egy teljes üzem nyílt már meg. A franciáknak már 16 Tram-Train projektük van. Amikor az első megnyílt, az átadóra engem is meghívtak, mint a rendszer kitalálóját.
Egy 1985-ös tanulmány be is igazolta, hogy a villamoshálózat és a DB vasúthálózatának összekötése gazdaságos beruházás. Járművek terén két elképzelés is született: 1986-ban egy prototípus jármű épült, amivel a vasúti áramhálózaton is lehetővé vált a közlekedés, valamint 1987-ben akkumulátoros üzemmel is folytak a próbálkozások. Végül a mind a két áramrendszerre alkalmas jármű lett a nyerő.
A járművek 1991-ben lettek leszállítva és egy évig csak normál vasúti járműként közlekedtek, majd amikor a pálya összekötése is elkészült hozzá, 1992-ben megindult a „B“ jelzésű vonal Karlsruhe és Bretten között. Ez volt a Karlsruhei modell megszületésének pillanata.

### A vegyes rendszer sikerré válik, további bővítések indulnak

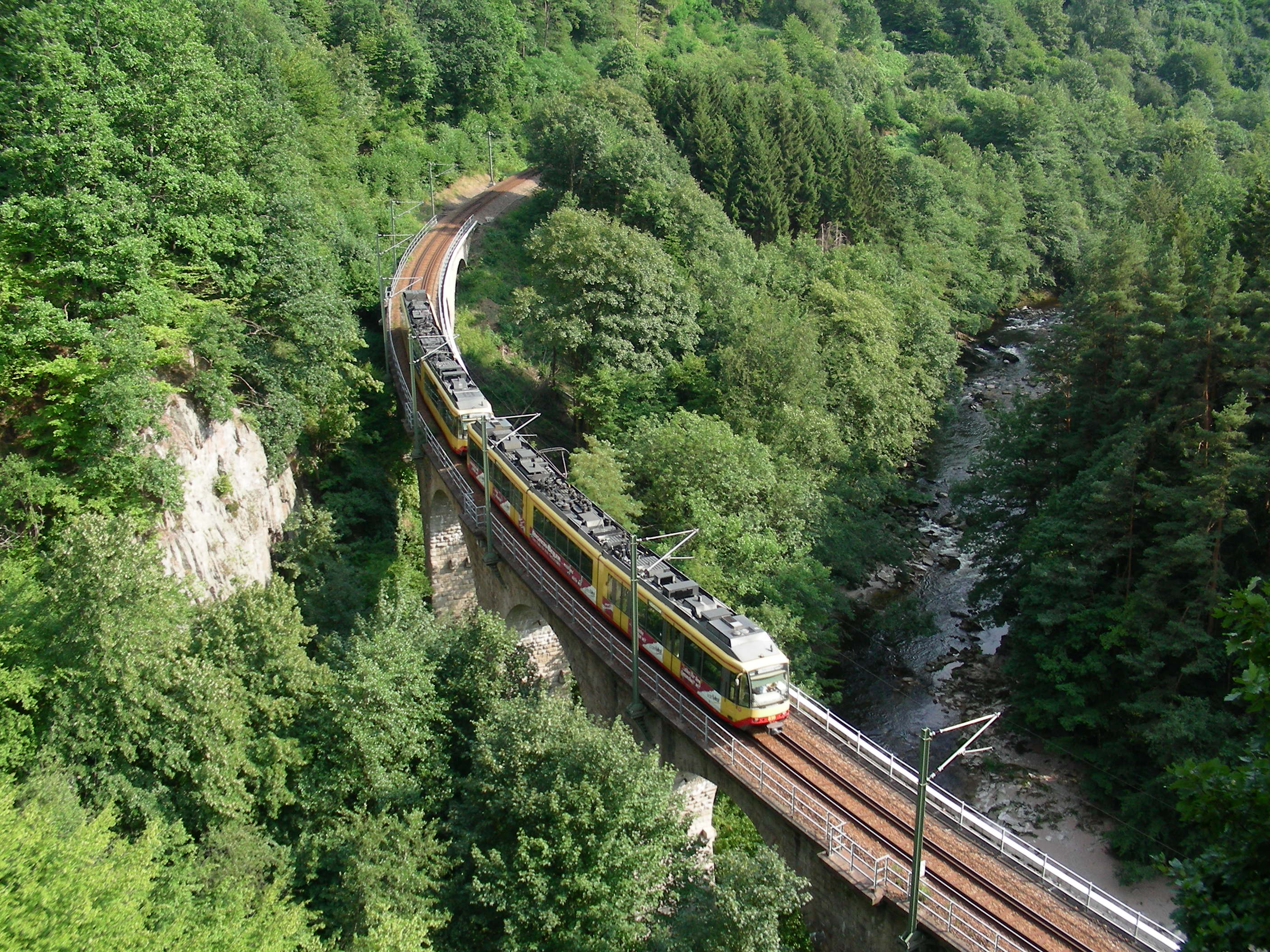
Kalrsruhe területén villamos, azon kívül hegyi vasút. A Murg folyó völgyében Freudenstadt felé haladó hegyi pálya különleges meredekségű

A Karlsruhei modell megvalósulása után a „B“ vonalon mindössze néhány hét alatt megötszöröződtek az utasszámok. A vártnál is nagyobb siker felgyorsította a további vonalak megépítését. A vonalak jelölését 1994-ben kicsit megreformálták, az egyenáramú „A” vonalat felváltotta az S1 és S11 jelölés, az előbb bemutatott „B” vonal pedig az S4-es számot kapta. Ezen felül a rendszerbe bekötötték Baden-Baden, Durmersheim, Rastatt, Bruchsal, Weingarten, Wörth településeket is további vonalakkal, 1997 után pedig Pforzheim, Eppingen, Menzingen és Odenheim következtek, 1999-től további hosszabbítások történtek Heilbronn valamint Mühlacker felé, 2004-ben Achern lett bekapcsolva a hálózatba. 
Az S5-ös vonal Bietigheim-Bissingenig történő meghosszabbításával először hagyta el egy vonal a Karlsruher Verkehrsverbund területét.
2002-ben a Fekete-erdő következett, Bad Wildbad felé, valamint a Murg folyó völgyében is megindult a forgalom. A hegyi pályáknak az üzemeltetését az AVG át is vette a DB-től. A Murg folyó völgyében kezdetben csak Gaggenau érintésével Forbachig, majd egy évvel később már Freudenstadtig közlekedtek a villamosként és vasútként is üzemelő szerelvények. Freudenstadt előtt a pálya legnagyobb meredeksége 50‰, így arra csak a hegyi pályára is engedélyezett vonatok járhatnak.
További bővítések: Spök és Eutingen (2006), Germersheim (2010), Mosbach és Sinsheim (2014).

### A Karlsruhei hálózathoz csatlakozó további villamosüzemek
A különleges, villamosként és vasútként is üzemelő járművek Karlsruhe felől villamosként indulnak és a vasúti pályán haladnak tovább az agglomerációs településekhez. Ezzel azonban megnyílt a lehetőség, hogy a vonalnak ne csak az egyik, hanem a másik vége is villamos üzemű legyen. Így nyíltak meg kisebb villamospályák Heilbronn területén 2001-ben, Wörth am Rhein területén 1997-ben és Bad Wildbadban 2003-ban.

### Alagút Karlsruhe főutcája alatt

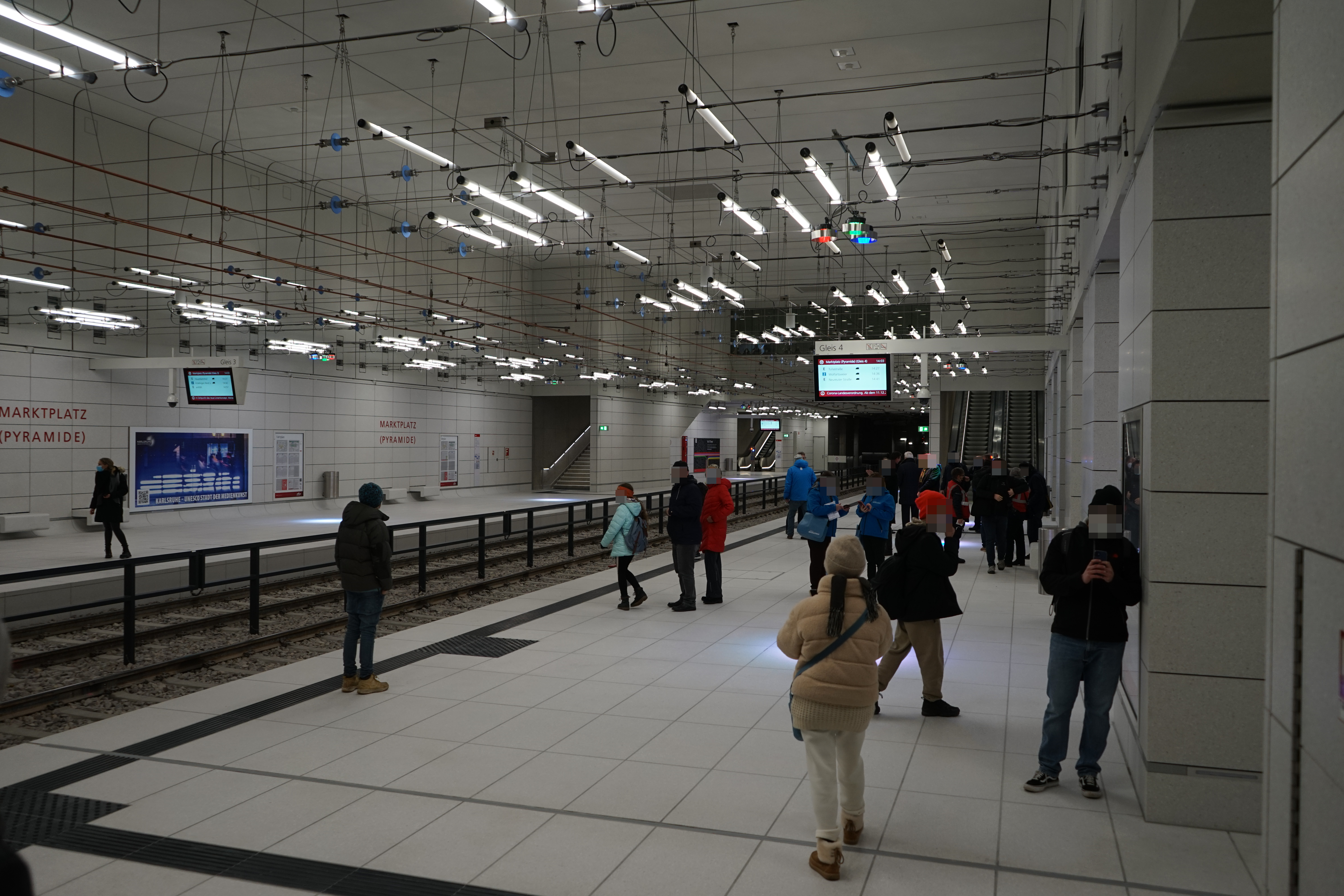
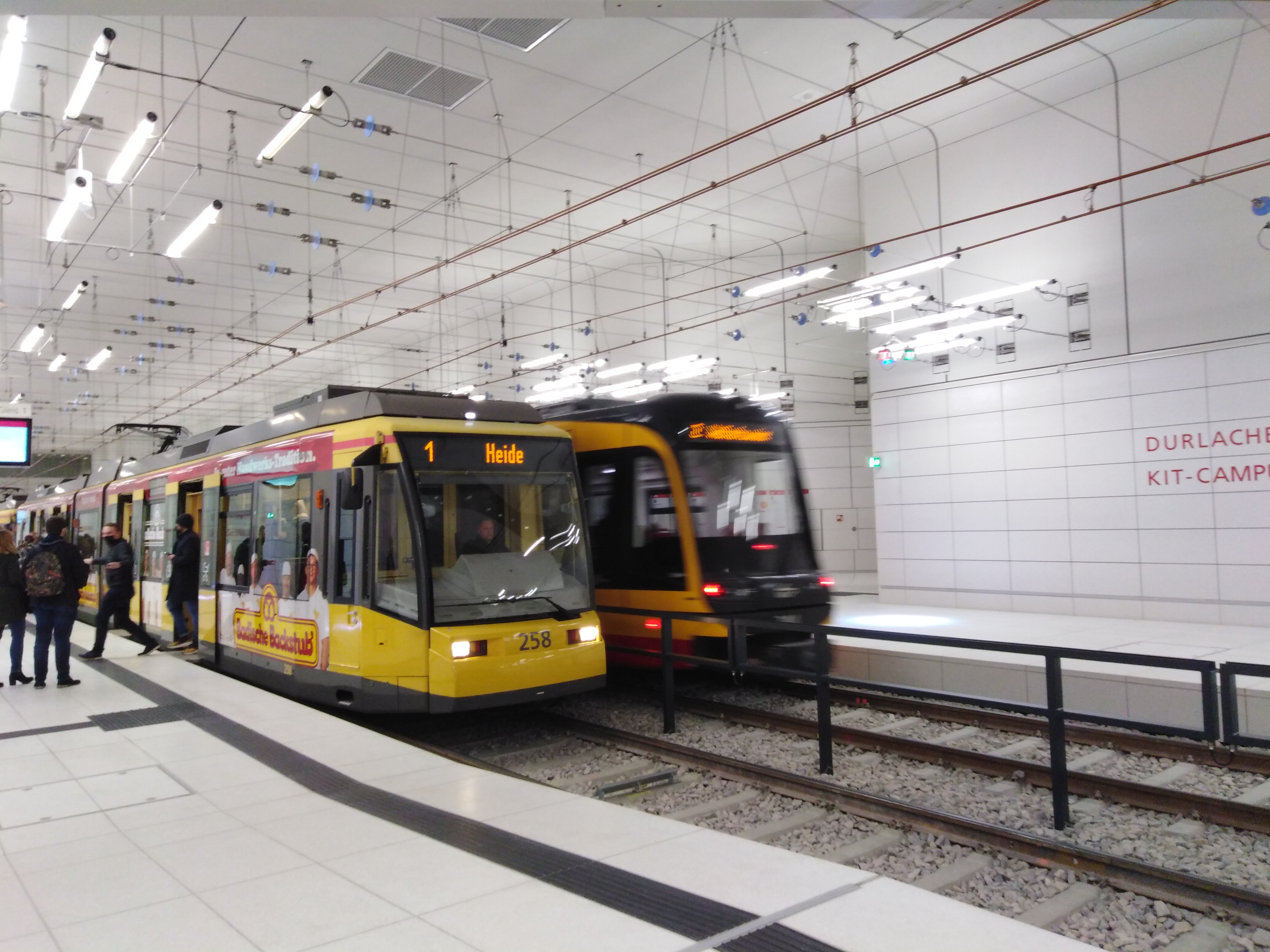
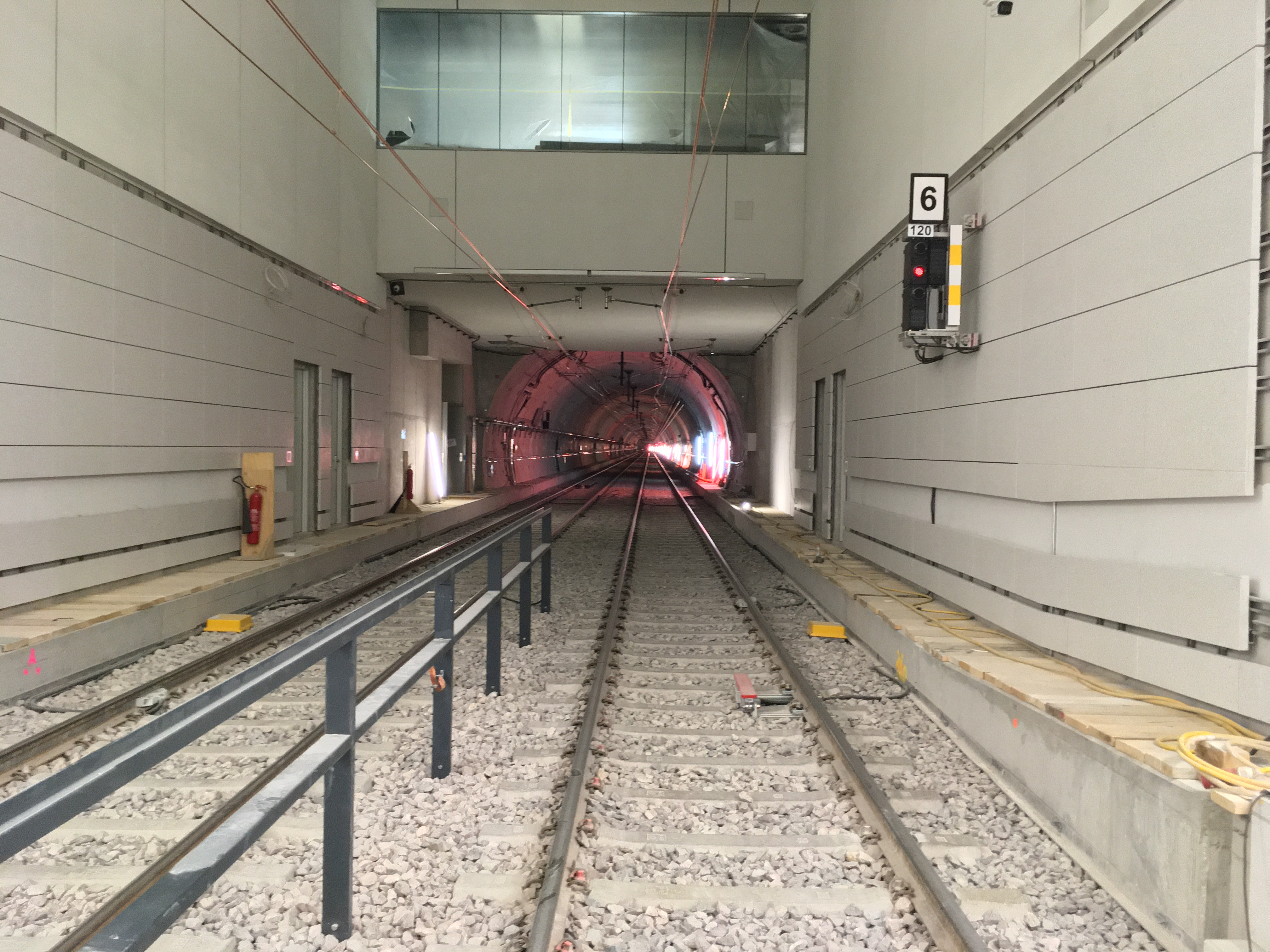
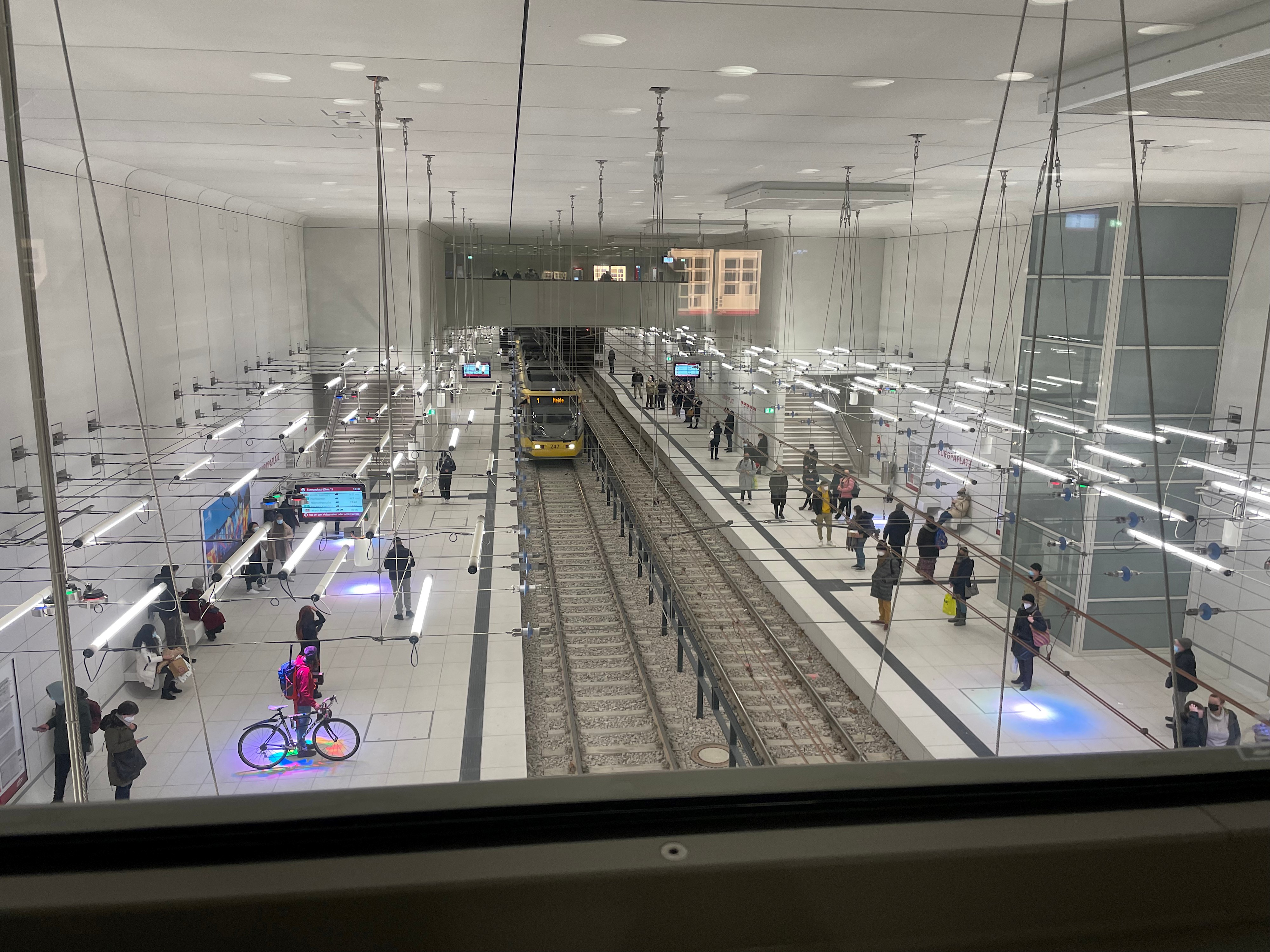
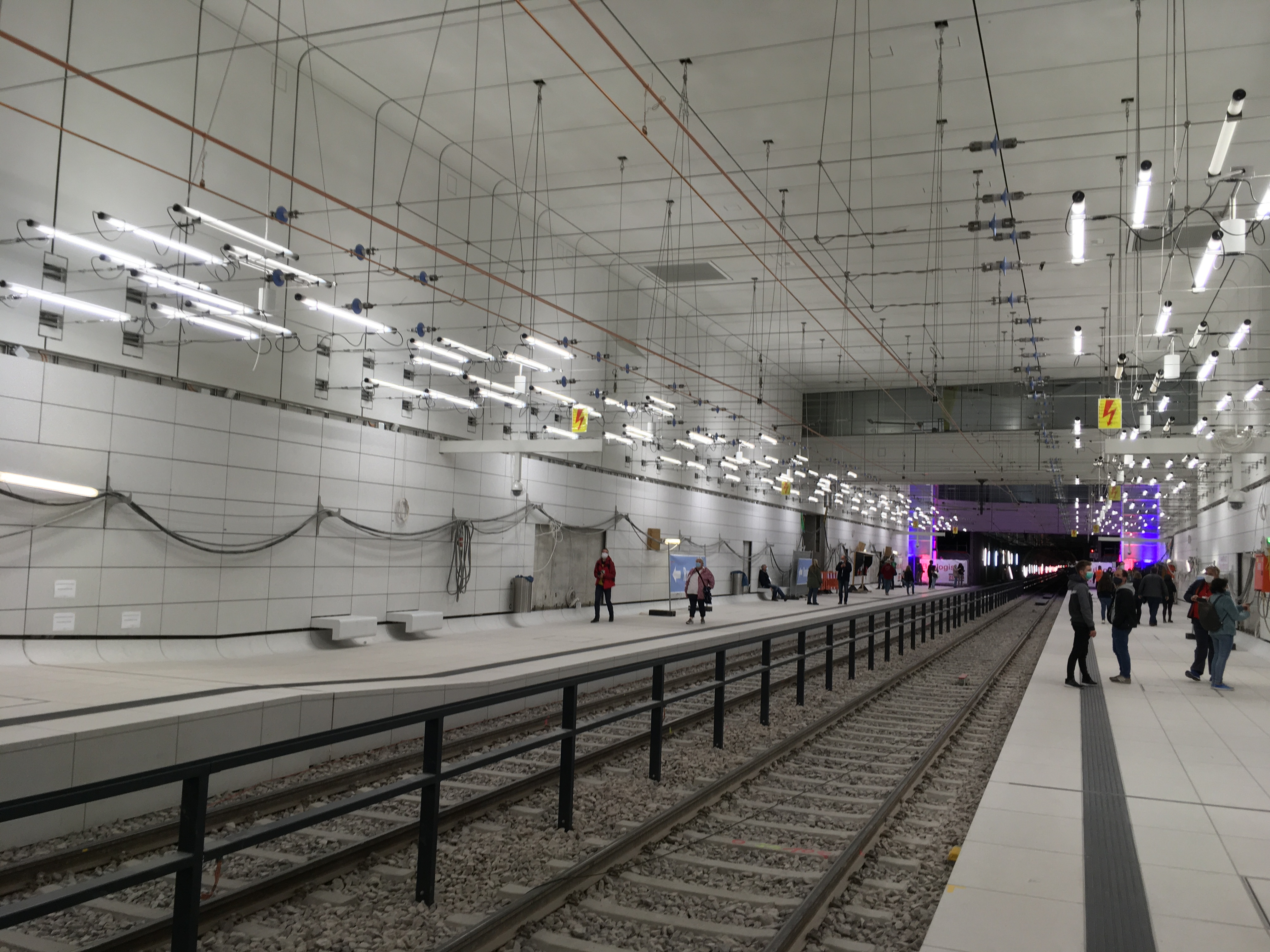

A nagy sikerű villamos, valamit vasút-villamos hálózatnak egyik hátránya, hogy a főutcán annyira megnőtt a villamosforgalom, hogy azt a pálya már nem volt képes lebonyolítani. A villamosok egymás útjában álltak, a kapacitás megnövelése szükségessé vált. Már korábban létezett egy tervezet a villamosforgalom föld alá viteléről, az építkezés végül 2010-ben kezdődött el. A föld alá egy T alakú alagutat építettek, a főág 2451 m hosszú, a leágazása 891 m. Az új alagút a 2021 decemberi nagy vasúti menetrendváltással lett üzembe helyezve, és ezzel együtt megszűnt a villamosközlekedés a felszínen, így a sétáló utcán már villamosok sem közlekednek.

## Vonalak

### Stadtbahn
| S 1  | Hochstetten – Eggenstein-Leopoldshafen – Neureut – Yorckstraße – Marktplatz – Karlsruhe Hbf – Albtalbahnhof – Rüppurr – Ettlingen – Busenbach – Bad Herrenalb                                                                            | vasút és villamos, végig 750 V egyenárammal | 54 | Hardtbahn, Albtalbahn                                                                      | AVG, VBK                       |
| S 11 | Hochstetten – Eggenstein-Leopoldshafen – Neureut – Yorckstraße – Marktplatz – Karlsruhe Hbf – Albtalbahnhof – Rüppurr – Ettlingen – Busenbach – Ittersbach                                                                               | vasút és villamos, végig 750 V egyenárammal | 56 | Hardtbahn, Albtalbahn, Busenbach–Ittersbach vasútvonal                                     | AVG, VBK                       |
| S 12 | Karlsruhe Rheinhafen – Lameyplatz – Yorckstraße – Europaplatz – Kolpingplatz – Albtalbahnhof – Ettlingen – Busenbach – Ittersbach | vasút és villamos, végig 750 V egyenárammal | 27 | Albtalbahn, Busenbach–Ittersbach vasútvonal                                                | AVG, VBK                       |
| S 2  | Spöck – Friedrichstal – Blankenloch – Hagsfeld – Tullastraße – Durlacher Tor – Marktplatz – Entenfang – Daxlanden – Rheinstetten | villamos                                    | 47 | —                                                                                          | AVG, VBK                       |
| S 31 | Karlsruhe Hbf – Durlach – Bruchsal – Ubstadt Ort – Odenheim | vasút                                       | 16 | Rheintalbahn, Katzbachbahn                                                                 | AVG                            |
| S 32 | Karlsruhe Hbf – Durlach – Bruchsal – Ubstadt Ort – Menzingen (Baden) | vasút                                       | 18 | Rheintalbahn, Katzbachbahn, Kraichtalbahn                                                  | AVG                            |
| S 34 | Bruchsal – Bretten | vasút                                       | 10 | Westbahn                                                                                   | AVG                            |
| S 4  | Karlsruhe Albtalbahnhof – Karlsruhe Hbf – Marktplatz – Durlacher Tor – Tullastraße – Durlach Bahnhof – Grötzingen – Bretten – Eppingen – Heilbronn – Weinsberg – Öhringen-Cappel                                                         | vasút és villamos                           | 73 | Kraichgaubahn, Heilbronn–Crailsheim vasútvonal                                             | AVG, VBK, Stadtwerke Heilbronn |
| S 41 | Heilbronn Hbf/Willy-Brandt-Platz – Harmonie / Kunsthalle – Technisches Schulzentrum – Neckarsulm – Bad Friedrichshall – Neckarelz – Mosbach                                                                                              | vasút és villamos                           | 22 | Frankenbahn, Neckartalbahn, Neckarelz–Osterburken vasútvonal                               | AVG, Stadtwerke Heilbronn      |
| S 42 | Heilbronn Hbf/Willy-Brandt-Platz – Harmonie / Kunsthalle – Technisches Schulzentrum – Neckarsulm – Bad Friedrichshall – Bad Rappenau – Sinsheim Hbf                                                                                      | vasút és villamos                           | 25 | Frankenbahn, Elsenztalbahn                                                                 | AVG, Stadtwerke Heilbronn      |
| S 5  | Wörth Badepark – Maxau – Knielingen – Lameyplatz – Entenfang – Yorckstraße – Marktplatz – Durlacher Tor – Durlach Bahnhof – Grötzingen – Pfinztal – Pforzheim Hbf                                                                        | vasút és villamos                           | 48 | Winden–Karlsruhe vasútvonal , Karlsruhe–Mühlacker vasútvonal                               | AVG, VBK                       |
| S 51 | Germersheim – Bellheim – Rülzheim – Rheinzabern – Jockgrim – Wörth am Rhein – Maximiliansau – Knielingen Rheinbergstraße – Karlsruhe Entenfang – Europaplatz – Durlacher Tor – Durlach Bahnhof – Grötzingen – Pfinztal (– Pforzheim Hbf) | vasút és villamos                           |    | Schifferstadt–Wörth vasútvonal, Winden–Karlsruhe vasútvonal                                | AVG, VBK                       |
| S 52 | Germersheim – Bellheim – Rülzheim – Rheinzabern – Jockgrim – Wörth am Rhein – Maxau – Karlsruhe West – Karlsruhe Albtalbahnhof – Karlsruhe Hbf – Marktplatz                                                                              | vasút és villamos                           |    | Schifferstadt–Wörth vasútvonal, Winden–Karlsruhe vasútvonal                                | AVG, VBK                       |
| S 6  | Pforzheim – Brötzingen – Neuenbürg (Enz) – Höfen (Enz) – Bad Wildbad Bf – Bad Wildbad Kurpark | vasút és villamos                           | 19 | Nagoldtalbahn, Enztalbahn                                                                  | AVG                            |
| S 7  | Achern – Baden-Baden – Rastatt – Durmersheim – Albtalbahnhof – Karlsruhe Hbf – Marktplatz – Durlacher Tor – Tullastraße | vasút és villamos                           | 23 | Rheinbahn, Rheintalbahn                                                                    | AVG, VBK                       |
| S 71 | Achern – Baden-Baden – Rastatt – Malsch – Karlsruhe Hbf | vasút                                       | 15 | Rheintalbahn                                                                               | AVG                            |
| S 8  | (Herrenberg –) Bondorf (bei Herrenberg) – Freudenstadt Hbf – Baiersbronn – Forbach – Rastatt – Durmersheim – Karlsruhe Hbf – Marktplatz – Tullastraße                                                                                    | vasút és villamos                           | 65 | Rheinbahn, Murgtalbahn, Eutingen im Gäu–Schiltachvasútvonal, Stuttgart–Horb vasútvonal     | AVG, VBK                       |
| S 81 | (Bondorf (bei Herrenberg) –) Freudenstadt Hbf – Baiersbronn – Forbach – Rastatt – Malsch – Karlsruhe Hbf | vasút                                       | 53 | Rheintalbahn, Murgtalbahn, Eutingen im Gäu–Schiltach vasútvonal, Stuttgart–Horb vasútvonal | AVG                            |

### Villamos
| 1  | Durlach Turmberg – Auer Straße/Dr. Willmar Schwabe – Tullastraße/Verkehrsbetriebe – Durlacher Tor – Marktplatz – Mühlburger Tor – Kunstakademie/Hochschule – Neureut-Heide                                                                     | Durlacher Tor – Mühlburger Tor szakasz alagútban    |
| 2  | Wolfartsweier – Aue – Auer Straße/Dr. Willmar Schwabe – Tullastraße/Verkehrsbetriebe – Durlacher Tor – Ettlinger Tor – Kongresszentrum – Hauptbahnhof – ZKM – Karlstraße – Europaplatz – Städtisches Klinikum – Siemensallee – Knielingen Nord | Durlacher Tor – Kongresszentrum szakasz alagútban   |
| 3  | Rintheim – Hauptfriedhof – Durlacher Tor – Rüppurrer Tor (über Rüppurrer Straße) – Tivoli – Hauptbahnhof – Karlstor – Europaplatz – Entenfang – Daxlanden (– Rappenwört)                                                                       | nem minden járat közlekedik Rappenwört végállomásig |
| 4  | Europaviertel – Jägerhaus – Waldstadt – Hirtenweg/Technologiepark – Hauptfriedhof – Durlacher Tor – Rüppurrer Tor (über Kriegsstraße) – Europaplatz – Schillerstraße – Weinbrennerplatz – Europahalle – Oberreut Badeniaplatz                  |                                                     |
| 5  | Durlach Bahnhof – Tullastraße/Verkehrsbetriebe – Schloss Gottesaue/Hochschule für Musik – Ostendstraße – Ettlinger Tor – Karlstor – Mathystraße – Weinbrennerplatz – Kühler Krug – Entenfang – Rheinhafen                                      |                                                     |
| 8  | Wolfartsweier – Aue – Durlach | csak kevés indulásos iskolajárat, de nyilvános      |
| 16 | Entenfang – Europäische Schule | Iskolajárat, nem nyilvános                          |
| 17 | Kühler Krug – Europäische Schule | Iskolajárat, nem nyilvános                          |
| 18 | Durlach – Europäische Schule | Iskolajárat, nem nyilvános                          |

## Áramellátás

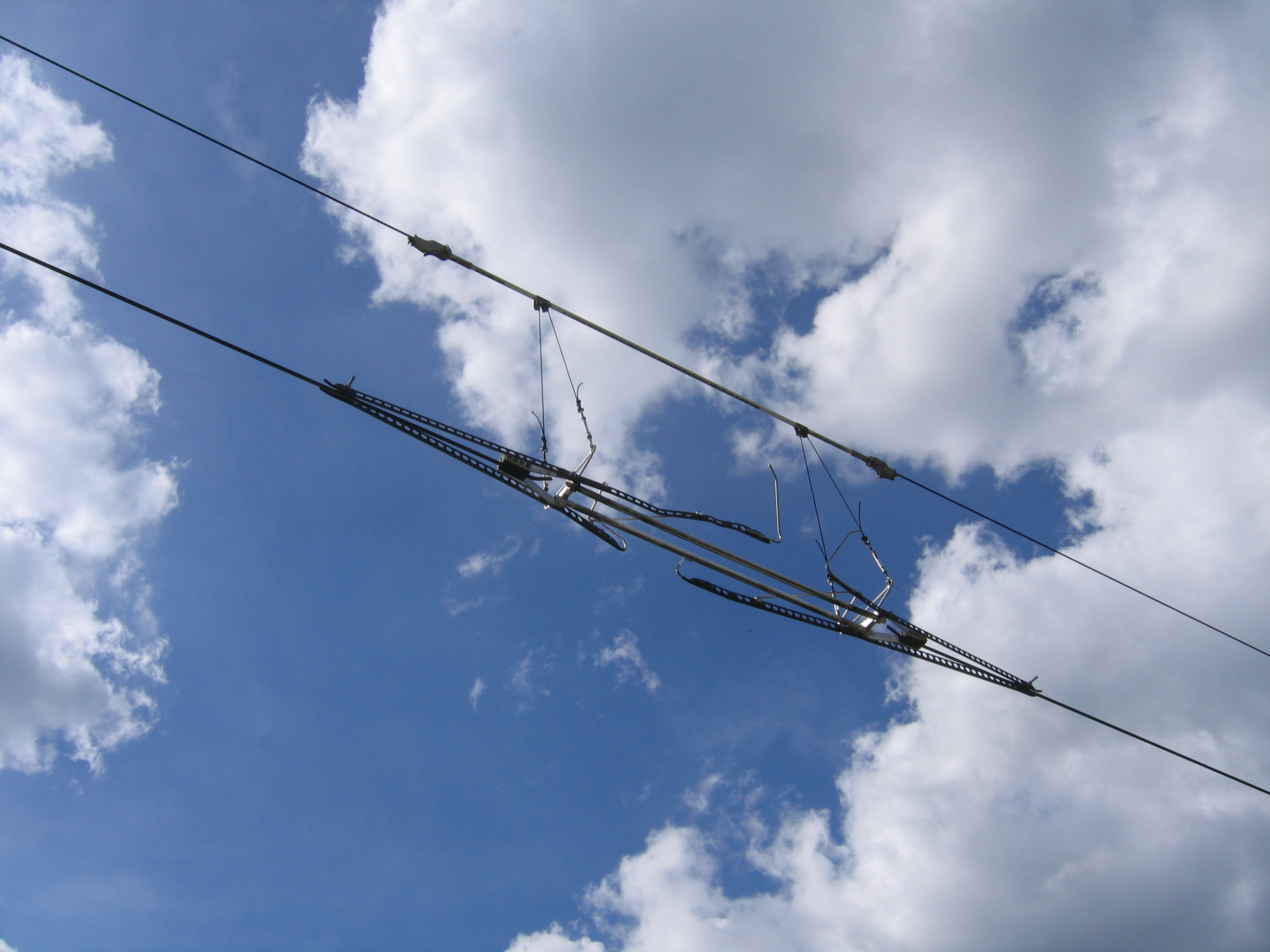
A 750 V-os egyenáramú és nagyvasúti felsővezeték összekötése. Látható, hogy a két áramhálózat nincs összekötve, az áramszedő gond nélküli áthaladását egy szigetelő biztosítja

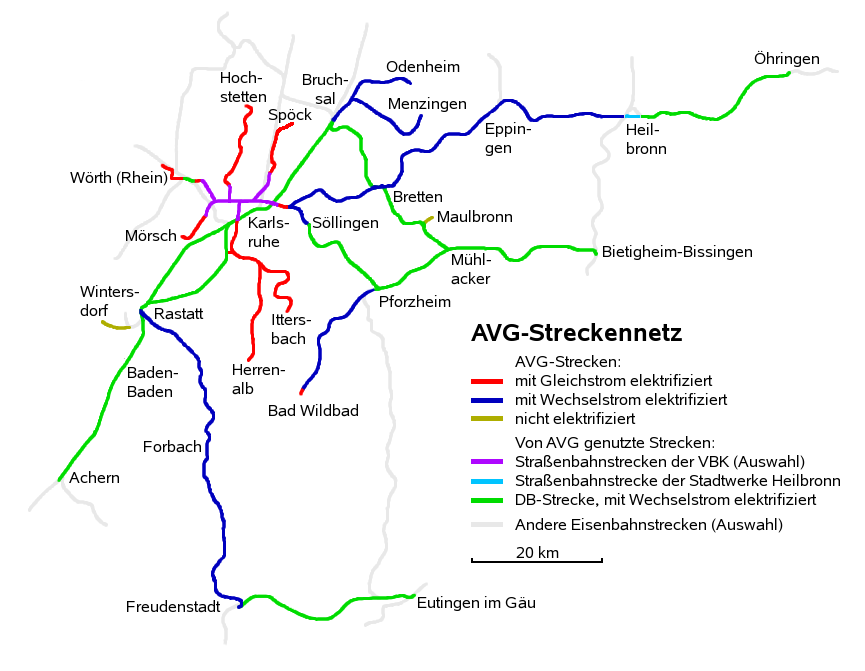
A Stadtbahnhálózat térképe 2006-os állapotok szerint.
Zöld, sötétkék =váltóáram
Piros+lila+világoskék=egyenáram

A Deutsche Bahn vasútvonalain 15 kV-os 16,7 Hz-es váltóáramot használnak, ezzel szemben a villamos 750 V-os egyenárammal van ellátva. Az AVG vasútvonalain vagy az egyik, vagy a másik villamosítást használja.

### Egyenáramú vonalak
- A Karlsruhei városhatárt is átlépő S2-es vonal (Stutensee – Karlsruhe – Rheinstetten) teljes egészében villamosvonalként üzemel, áramellátása 750 V-os egyenárammal történik.
- A vasúti mellékvonalak közül kettő szintén végig 750 V-os egyenárammal van villamosítva, így ott ugyan csak nagyvasúti engedéllyel rendelkező járművek közlekedhetnek, a jármű hajtási rendszere a sima villamoséhoz képest változatlan. Az ezen elv szerinti S1, S11 és S12 járatok az Albtalbahn az ebből leágazó Busenbach–Ittersbach vasútvonal, valamint Linkenheim-Hochstetten vasútvonalon közlekednek.

### Váltóáramú vonalak
- Tisztán vasúti üzemmódban közlekedő vonalak is találhatóak a Karlsruhei hálózaton, melyek a DB vagy az AVG 15 kV-os 16,7 Hz-es villamosítású vonalain közlekednek. Ilyenek a Menzingen felé közlekedő S32, Odenheim felé közlekedő S31, Freudenstadt felé közlekedő S81 és a végig a Rheintalbahn mentén Achernig haladó S71.

Az S81-es vonal Rastattnál, valamint az S31-S32 Bruchsalnál leválik a DB hálózatáról és az AVG által fenntartott vonalon halad tovább, melyek áramellátása megegyezik.

### Vegyes rendszerek
- A fent említett két áramellátási rendszer mindegyikét használják azok a S-Bahn vonalak, melyek nem csak a váltóáramú vasúton, hanem Karlsruhe, Wörth am Rhein, Bad Wildbad és Heilbronn területén található egyenáramú vonalakat is érintik. Ezek az S4, S41, S42, S5, S51, S52, S6, S7 és S8. A vonalakon csak különleges, mind a két áramnemmel közlekedni képes járművek tudnak járni.

## Vasút- és villamosvonalak

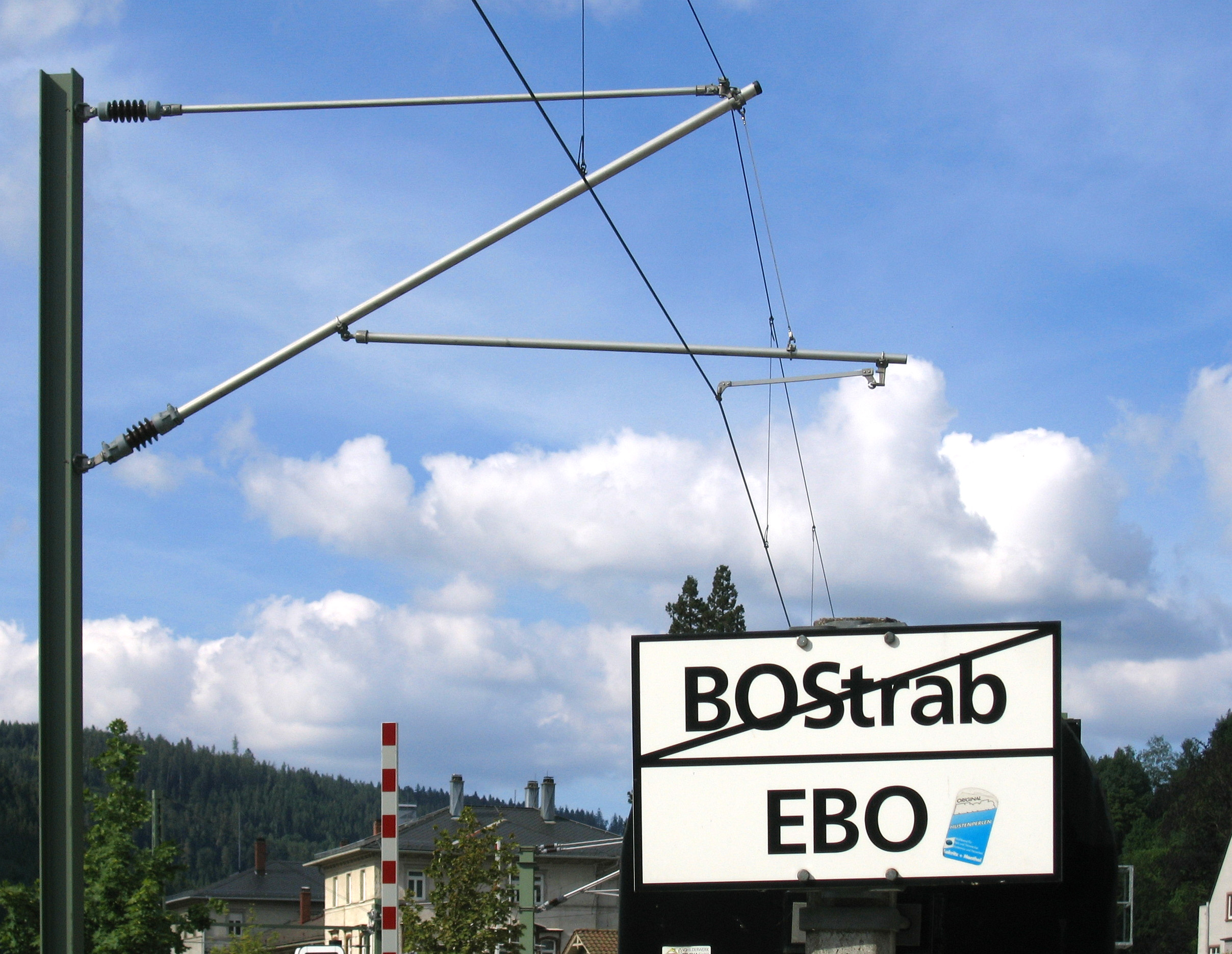
Tábla jelzi a vasúti és villamos pályák közötti határt Bad Wildbadban

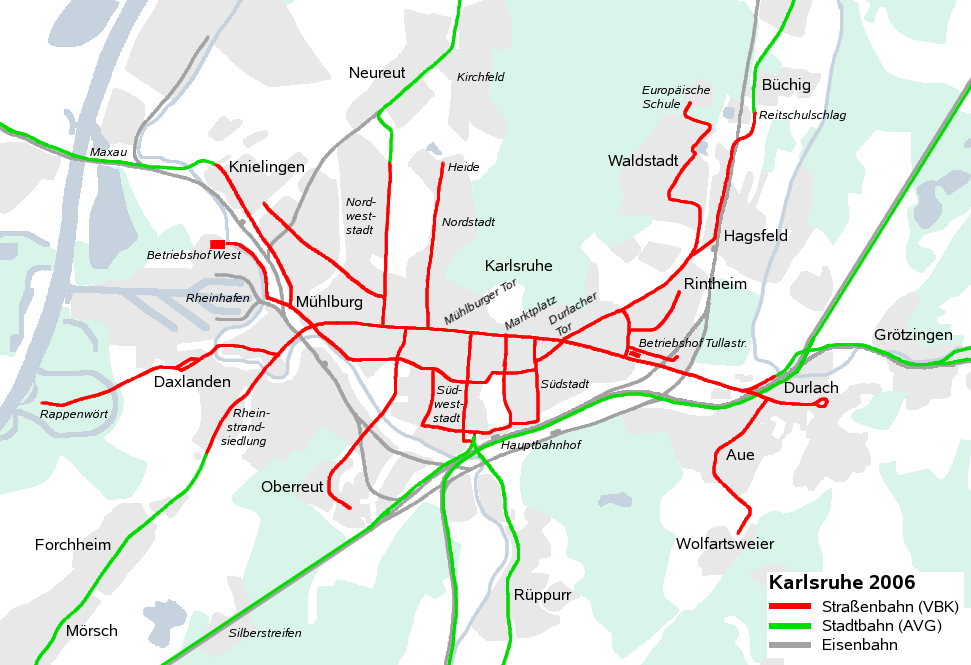
Villamos (piros) és vasútvoanlak(zöld) a 2006-os állapotok szerint

A vasúti és villamos üzemek kombinálása különleges megoldásokat igényelt. A villamosvonalakon a járművek szemre követik egymást, azaz a járművezető ugyanúgy a közúti jelzőlámpák és az előtte lévő forgalom alapján vezeti a járművet, ahogy a buszokat is vezetik. A nagyvasút ezzel szemben biztosítóberendezéssel van felszerelve, ami szabályozza hogy egy adott vonalszakaszon egyszerre csak egy jármű tartózkodhat. A jelzők érzékelik az elhaladó járműveket és adnak szabad vagy tilos jelzést a vonalon.

### Villamosok
- A Karlsruhei városhatárt is átlépő S2-es vonal (Stutensee – Karlsruhe – Rheinstetten) teljes egészében villamosvonalként üzemel. A vonalon Karlsruhei villamosjárművek közlekednek.
- Jogilag villamosnak minősített pályák az S2-es vonalon kívül csak Karlsruhe, Wörth am Rhein, Bad Wildbad és Heilbronn területén találhatóak. Ezek mindegyike 750 V-os egyenárammal működik. Olyan villamosjáratok, amik csak az adott városon belül, nem speciális kombinált járművel közlekednek csak Karlsruheban vannak, a másik három helyszínen a Karlsruhe felől érkező kétrendszerű járművek térnek le a nagyvasúti hálózatról a villamosra.

### Vasút
- Az ugyan egyenáramú S1, S11 és S12 vonalak mentén a Karlsruhei villamoshálózaton kívüli részen térközjelzők vannak telepítve, a vonal jogilag vasútvonalnak minősül, a járművek e szerint közlekednek, nem szemre, mint ahogy az a villamosoknál használatos. A vonalon csak vasúti engedéllyel is rendelkező járművek közlekedhetnek. A vasútvonalak fenntartója az AVG. 
  - Az Albtahlbahn, valamint az ebből kiágazó Busenbach–Ittersbach vasútvonal a nagyvasúttal Ettlingennél, a villamossal az Albtalbahnhofnál van összekötve.
  - A Linkenheim-Hochstetten vasútvonal Neureutnál rendelkezik bekötéssel mind a villamos, mind a vasúthálózatba.
- A Német Szövetségi Köztársaság tulajdonában lévő, DB által fenntartott, valamint az AVG által fenntartott pályákon a Statbahnjárművek ugyan azon vágányokat használják az összes többi arra közlekedő vonallal, noha az AVG vonalain jellemzően csak a Stadtbahn járművek közlekednek.
  - Az AVG váltóáramú vasútvonalai: Rastatt-Freudenstadt, Bruchsal – Odenheim/Mentzingen, Pforzheim – Bad Wildbad, Karlsruhe – Heilbronn, Karlsruhe – Söllingen

## Járműpark
| Kép               | Típus                                | Eredeti darabszám                | Jelenlegi darabszám          | Pályaszámok                        | Gyártási év           | Leírás |                   |
| Forgalmi járművek | Forgalmi járművek                    | Forgalmi járművek                | Forgalmi járművek            | Forgalmi járművek                  | Forgalmi járművek     | Forgalmi járművek | Forgalmi járművek |
| ----------------- | ------------------------------------ | -------------------------------- | ---------------------------- | ---------------------------------- | --------------------- | --- | ----------------- |
|                   | GT6-70D/N ♿                         | 45 db                            | 44 db (VBK)                  | 221 – 265                          | 1995–2005             | Csak villamos engedéllyel rendelkezik, csak a villamosvonalakon és a S2-es vonalon közlekedhet |                   |
|                   | GT8-70D/N ♿                         | 25 db (VBK)                      | 25 db (VBK)                  | 301 – 325                          | 1999–2003             | Csak villamos engedéllyel rendelkezik, csak a villamosvonalakon és a S2-es vonalon közlekedhet |                   |
|                   | Vossloh/Stadler CityLink NET 2012 ♿ | 39 db (AVG) 36 db (VBK)          | 39 db (AVG) 36 db (VBK)      | 326–400                            | 2014–2019             | Vasúti engedéllyel is rendelkezik, de csak egyenáramú pályákon tud közlekedni. Az összes villamosvonalon, valamint az S1, S11, S12 és S2 vonalakon közlekedik                                                                        |                   |
|                   | GT8-100C/2S                          | 36 db                            | 35 db (AVG, VBK és DB Regio) | 801–836                            | 1991–1995             | Vasúti engedéllyel is rendelkezik, mind két áramnemmel képes közlekedni. Freudenstadig való közlekedéshez nincs hegyi pályára engedélye. A Karlsruhei villamosalagútban közlekedéshez nincs engedélye.                               |                   |
|                   | GT8-100D/2S-M ♿                     | 86 db (AVG)                      | 86 db (AVG)                  | 837–922                            | 1997–2005             | Vasúti engedéllyel is rendelkezik, mind két áramnemmel képes közlekedni. Minden vonalon közlekedhet. |                   |
|                   | ET 2010 ♿                           | 62 db (AVG)                      | 62 db (AVG)                  | 923–984                            | 2011–2013, 2017–2018  | Vasúti engedéllyel is rendelkezik, mind két áramnemmel képes közlekedni. Minden vonalon közlekedhet. |                   |
| Egykori járművek  |                                      |                                  |                              |                                    |                       | |                   |
|                   | GT6-80C                              | 45 db                            | ? db                         | 501–540, 586–590                   | 1983–1984, 1987, 1989 | Vasúti engedéllyel is rendelkezik, de csak egyenáramú pályákon tud közlekedni. Az összes villamosvonalon, valamint az S1, S11 és S2 vonalakon közlekedett                                                                            |                   |
|                   | GT8–80C                              | 15 db + 25 GT6-80C-ből átépített | ? db                         | 551–555, 561–570, 556–560, 571–590 | 1989, 1991            | Vasúti engedéllyel is rendelkezik, de csak egyenáramú pályákon tud közlekedni. Az összes villamosvonalon, valamint az S1, S11 és S2 vonalakon közlekedhetett. A Karlsruhei villamosalagútban közlekedéshez már nem kapott engedélyt. |                   |